# Nordé
Nordé är en ort i Burkina Faso.   Den ligger i provinsen Province du Bam och regionen Centre-Nord, i den centrala delen av landet, 130 km norr om huvudstaden Ouagadougou. Nordé ligger 334 meter över havet och antalet invånare är 305.
Terrängen runt Nordé är platt. Runt Nordé är det ganska glesbefolkat, med 34 invånare per kvadratkilometer.. Närmaste större samhälle är Kargo, 15,9 km väster om Nordé.
Trakten runt Nordé består i huvudsak av gräsmarker.